# Главница ражи
Главница ражи је гљивично обољење које настаје под утицајем гљиве Claviceps purpurea (Fh) Tul. Позната је по томе што је из ње издвојен ЛСД.

## Значај
Паразит напада жита и многе ливадске траве, изазивајући на њима карактеристично обољење. Манифестује се тако што се уместо нормалних зрна на зараженим класовима загаситољубичасте склероције паразита. Од жита најчешће је нападнута раж. Поред тога што известан број плодова бива замењен склероцијама, знатан број класова остаје стерилан, чиме се принос може додатно смањити.

## Симптоми
Зараза се јавља искључиво на класу, у женском органу цвета, где под утицајем мицелије паразита атрофира плодник тучка. Уместо зрна, мицелија образује лажни паренхим који се уобличава у склероцију, а ова избија из класа, и при крају развића надвисује плеве и плевице. Склероције су у почетку љубичасте, а касније сивкасто-црне боје.

## Биологија паразита
Примарне заразе настају од аскоспора које, ношене ветром, у доба цветања доспевају на зид тучка. Аскоспора клијањем у зачетак хифе продире кроз стубић у плодник, где наставља са развићем, и на површину шаље огранке у виду паучинасте мреже. Ту се стварају конидије које омогућавају секундарни ширење заразе у току цветања. Потом заражени тучак изумире, а уместо њега се развија склероција. Склероције служе за презимљавање паразита, и на њима се у пролеће под повољним условима развијају строме, а у њима перитеције са аскусима и аскоспорама. Ослобожене аскоспоре врше примерне заразе, и тиме се циклус развоја паразита завршава.

## Мере борбе
Основна мера заштите је употреба здравог семена за сетву уз обавезну примену плодореда. У случају појаве болести примењују се разни поступци. Ранијом жетвом спречава се испадање формираних склероција у земљу, "љуштењем" стрњике (жетвених остатака) заоравају се склероције, а у случају јаче инфекције препоручује се спаљивање стрњике, чиме се уништавају и склероције. На зараженим парцелама треба гајити легуминозне биљке. Такође се препоручује и гајење сорти које имају краћи период цветања.